# Светско првенство у слободним скоковима у воду 2015 — мушкарци
Такмичење за Светског првака у слободним скоковима у воду за мушкарце 2015. одржано је 3. и 5. августа 2015. године као део програма Светског првенства у воденим спортовима чији домаћин је био руски град Казањ. Такмичење се одржавало на платформи на левој обали реке Казањке (притоке Волге), подно зидина Казањског кремља.
За такмичење је било пријављено 20 такмичара из 12 земаља, а титулу светског првака из 2013. није супео да одбрани Колумбијац Орландо Дуке који је финалну серију завршио на 6. месту. Нови светски првак је британски такмичар Гери Хант који је са 629,30 бодова убедљиво славио испред Мексиканца Џонатана Паредеса и Руса Артјома Силченка.

## Освајачи медаља
|                 | Резултат |                       | Резултат |                       | Резултат |
|                 |          |                       |          |                       |          |
| Гери Хант (GBR) | 629,30   | Џонатан Паредес (MEX) | 596,45   | Артјом Сиљченко (RUS) | 593,95   |

## Земље учеснице
На такмичењу је учестовало укупно 20 такмичара из 12 земаља. Свака држава може да пријави максимално три такмичара у овој категорији.
| - Бугарска (1) - Велика Британија (2) - Италија (1) | - Колумбија (2) - Мексико (3) - Пољска (1) | - Русија (3) - САД (3) - Украјина (1) | - Француска (1) - Чешка (1) - Шпанија (1) |

## Резултати и систем такмичења
Такмичење се одржавало у два дана. Првог дана 3. августа такмичари су наступили у три серије, уследио је дан паузе, а последње две серије скокова тамичари су извели 5. августа. У петој серији скокова скакало је 12 најбоље пласираних такмичара након 4 серије. Укупан победник такмичења је онај такмичар који је остварио најбољи збир резултата. Скакало се са висине од 27 метара. Британац Блејк Алдриџ због повреде није скакао у четвртој серији, па је самим тим остао без пласмана.
| Плас. | Скакач             | Држава           | Скок 1 | Скок 2 | Скок 3 | Скок 4      | Скок 5 | Укупно |
| ----- | ------------------ | ---------------- | ------ | ------ | ------ | ----------- | ------ | ------ |
|       | Гери Хант          | Велика Британија | 104,50 | 116,10 | 161,20 | 108,30      | 139,20 | 629,30 |
| 2     | Џонатан Паредес    | Мексико          | 106,40 | 113,95 | 130,05 | 106,40      | 139,65 | 596,45 |
| 3     | Артјом Сиљченко    | Русија           | 96,90  | 122,55 | 119,70 | 106,40      | 148,40 | 593,95 |
| 04.   | Дејвид Колтури     | САД              | 104,50 | 111,80 | 142,80 | 91,20       | 136,40 | 586,70 |
| 05.   | Енди Џоунс         | САД              | 96,90  | 98,90  | 145,60 | 102,60      | 135,15 | 579,15 |
| 06.   | Орландо Дуке       | Колумбија        | 96,90  | 96,75  | 126,00 | 100,70      | 151,20 | 571,55 |
| 07.   | Стив Лобју         | САД              | 95,00  | 107,50 | 139,50 | 91,20       | 137,25 | 570,45 |
| 08.   | Михал Навратил     | Чешка            | 95,00  | 109,65 | 119,70 | 96,90       | 143,10 | 564,35 |
| 09.   | Мигел Гарсија      | Колумбија        | 96,90  | 96,75  | 131,60 | 85,50       | 137,70 | 548,45 |
| 10.   | Кшиштоф Коланус    | Пољска           | 96,90  | 118,25 | 127,50 | 100,70      | 102,50 | 545,85 |
| 11.   | Тодор Спасов       | Бугарска         | 95,00  | 103,20 | 121,90 | 79,80       | 117,60 | 517,50 |
| 12.   | Анатолиј Шаботенко | Украјина         | 96,90  | 81,70  | 140,40 | 96,90       | 97,50  | 513,40 |
| 13.   | Карлос Химено      | Шпанија          | 62,70  | 109,65 | 122,40 | 96,90       | ×      | 391,65 |
| 14.   | Серхио Гузман      | Mексико          | 77,90  | 86,00  | 137,70 | 74,10       | ×      | 375,70 |
| 15.   | Игор Семашко       | Русија           | 78,75  | 96,75  | 106,20 | 84,60       | ×      | 366,30 |
| 16.   | Алесандро Деросе   | Италија          | 74,10  | 98,40  | 85,75  | 100,70      | ×      | 358,95 |
| 17.   | Хорге Ферзули      | Mексико          | 87,40  | 96,00  | 100,00 | 74,10       | ×      | 357,50 |
| 18.   | Сирил Умеџкан      | Француска        | 79,80  | 83,85  | 85,00  | 68,40       | ×      | 317,05 |
| 19.   | Иља Шчуров         | Русија           | 79,80  | 75,25  | 75,00  | 79,80       | ×      | 309,85 |
| ××    | Блејк Алдриџ       | Велика Британија | 87,40  | 111,80 | 88,20  | Није скакао | ××     |        |